# Phanagoria
Phanagoria (oldgræsk: Φαναγόρεια; russisk: Фанагория) var den største antikke græske by på Tamanhalvøen, der er beliggende på østsiden af Kertjstrædet.
Byen var centrum for handel og varetransport mellem området ved Dons delta og landene syd for Kaukasus. Byen var den østlige hovedstad i Det bosporanske rige (Panticapaeum var den vestlige hovedstad). Den græske historiker Strabon beskrev byen som berømmet for sin handel. Byen blev senere kortvarigt en genovesisk koloni Matrega.

## Historie

### Antikken
Phanagoria blev grundlagt omkring år 543 f.v.t. af kolonister fra den græske by Teos, der måtte flygte fra Lilleasien som følge af en konflikt med Kyros den Store. Byen tog sit navn efter en af kolonisterne, Phanagoras.
I det 5. århundrede f.v.t. blomstrede byen som følge af handel med skyterne og sindierne. Området bestod dengang af flere forskellige øer og Phanagoria dækkes et areal på 75 hektar, hvoraf ca. en tredjedel i dag ligger under havets overflade. I begyndelsen af det 4. århundrede f.v.t. erobrede det ekspanderede Bosporanske kongerige Phangoria og de omkringliggende områder. Byens betydning voksede samtidig med, at den tidligere rival Panticapaeum, på den anden side af Bosporus forfaldt. I det første århundrede e.v.t. var Phanagoria blevet hovedstaden i Det bosporanske rige.
Under de mithridatiske krige i det 1. århundrede f.v.t. var byen allieredet med den Romerske republik og modstod en belejring af Faraknes 2.'s hær. Det var i Phanagoria at oprøret mod Mithridates 6. brød ud kort inden dennes død, og Mithridates' sønner, der holdt citadellet måtte overgive sig til oprørerne. Inskriptioner fundet under udgravningerne viser, at dronning Dynamis hyldede Augustus som "kejser, søn af gud og beskytter af alle lande og have". Loyalitetens til Rom medførte, at Phanagoria beholdt en dominerende position i området indtil det 4. århundrede, hor byen blev invaderet og plyndret af hunnerne.

### Middelalderen
I 600-tallet havde byen kommet sig efter hunnernes invasioner. Den var hovedstad i Det storbulgarske rige fra 632 til 665 under kong Kubrat.
Byen blev herefter formelt en vasal til Det Byzantinske Rige, men byen havde alligevel en khazansk guvernør og var de facto kontrolleret af khazarerne indtil den khazanske krigsherre Georgius Tzul blev slået af byzantinerne i 1016. I 704 flygtede den afsatte byzantinske kejser Justinian 2. til Phanagoria (dengang regeret af den khazar guvernør Balgatzin) sammen med sin hustru, hvor han opholdt sig indtil han senere vendte tilbage til Konstantinopel.
I 900-tallet blev byen tilsyneladende invaderet, formentlig af russere fra Kijevriget. Herefter var byens storhedstid ovre.
Den den sene middelalder blev byen Matrega bygget ovenpå Phanagorias ruiner. Den nye by var en af flere genovesiske besiddelser på den nordlige kyst af Sortehavet. I 1400-tallet var Matrega centrum for de besiddelser, som den genovesiske de Ghisolfi-familie ejede. Herefter var der ingen permanent bosættelse på stedet.

## Udgravninger
Phanagoria blev genfundet i 1700-tallet, da man fandt marmorstatuer med dedikationer til Afrodite i området. Hecataeus og Strabon nævner i deres værker, at den største menighed til dyrkelse af Afrodite i de pontiske regioner lå i Phanagoria. Arkæologiske udgravninger begyndte i 1822, hvor "soldater gravende ind i en stor fordybning, hvor de gjorde mange fund af guld- og sølvgenstande, mange unikke, som de delte mellem sig".
Udover den gamle by har arkæologer været interesserede i den store begravelsesplads, der ligger rundt omkring byen. Der er tusindevis af gravsteder, mange med marmorsakrofager, hvilket sidste viser den relative velstand i byen. Udgravningerne i 1700 og 1800-tallet var udført med lav standard. Senere udgravning har påvist, at der i området var en jødisk synagoge, der kan dateres tilbage til år 51 e.v.t. Der er endvidere udført undervandsarkæologi flere steder i området.